# Satterthwaite
Satterthwaite är en by och en civil parish i Cumbria, England. Orten har 257 invånare (2001).